# Caparmena adlbaueri
Caparmena adlbaueri är en skalbaggsart som beskrevs av Henri L. Sudre och Teocchi 2002. Caparmena adlbaueri ingår i släktet Caparmena och familjen långhorningar. Inga underarter finns listade.